# Dumping socjalny
Dumping socjalny – specyficzne podejście do pojęcia dumpingu, z innej niż tradycyjnie ściśle towarowej strony.
Pojęcie charakteryzuje sytuację, w której konkurencyjność marki lub produktu podnoszona jest nie w wyniku czystych zasad takich, jak choćby wzrost wydajności i produkcyjności zasobów ekonomicznych, zaś w wyniku niskich płac i braku zabezpieczenia socjalnego dla pracowników. W praktyce zjawisko to, poprzez niskie wynagrodzenia, koszty społeczne oraz standardy, pozwala władzom wielu państw organizować w kraju tańszą produkcję, jak również zachęcać zagranicznych przedsiębiorców do inwestycji bezpośrednich.
Warto zatem zwrócić uwagę na fakt, iż w przypadku dumpingu socjalnego, to właśnie praca ludzka rozpatrywana jest w aspekcie handlowym – pracownik sprzedaje swoją wiedzę i umiejętności i dostaje w zamian wynagrodzenie.
Główne skutki tego rodzaju sytuacji to wyzysk pracowniczy, a także zagrożenie dla uczciwych przedsiębiorców, gdyż koszty ich działalności zawsze będą wyższe od tych, stosujących dumping socjalny (fikcyjne umowy o pracę, gdzie oficjalne wynagrodzenie i czas pracy daleko odbiegają od tych faktycznych), nawet jeśli ci drudzy mieliby płacić wysokie kary za te praktyki.
Przedsiębiorca uczciwy, w konfrontacji ze stosującym powyższe praktyki, ma w takiej sytuacji dwie możliwości reagowania:
- Może generować straty i w konsekwencji zaprzestać działalności.
- Obniża koszty działalności, aby jak najdłużej utrzymać się na rynku, nie generując przy tym strat.

W praktyce jednak, z powodu mnogości takich sytuacji, pracodawca uczciwy często stoi na pozycji przegranej.
Trudno dopasować odpowiedni kierunek polityki gospodarczej, o czym najlepiej świadczy fakt, iż zarówno doktryna socjalna jak i liberalna są pod tym względem szeroko krytykowane. Nawet wysoka ochrona socjalna nie jest złotym środkiem, gdyż ogranicza konkurencyjność produkcji i powoduje w skrajnej sytuacji jej przenoszenie za granice państwa.